# Staatskapelle Halle

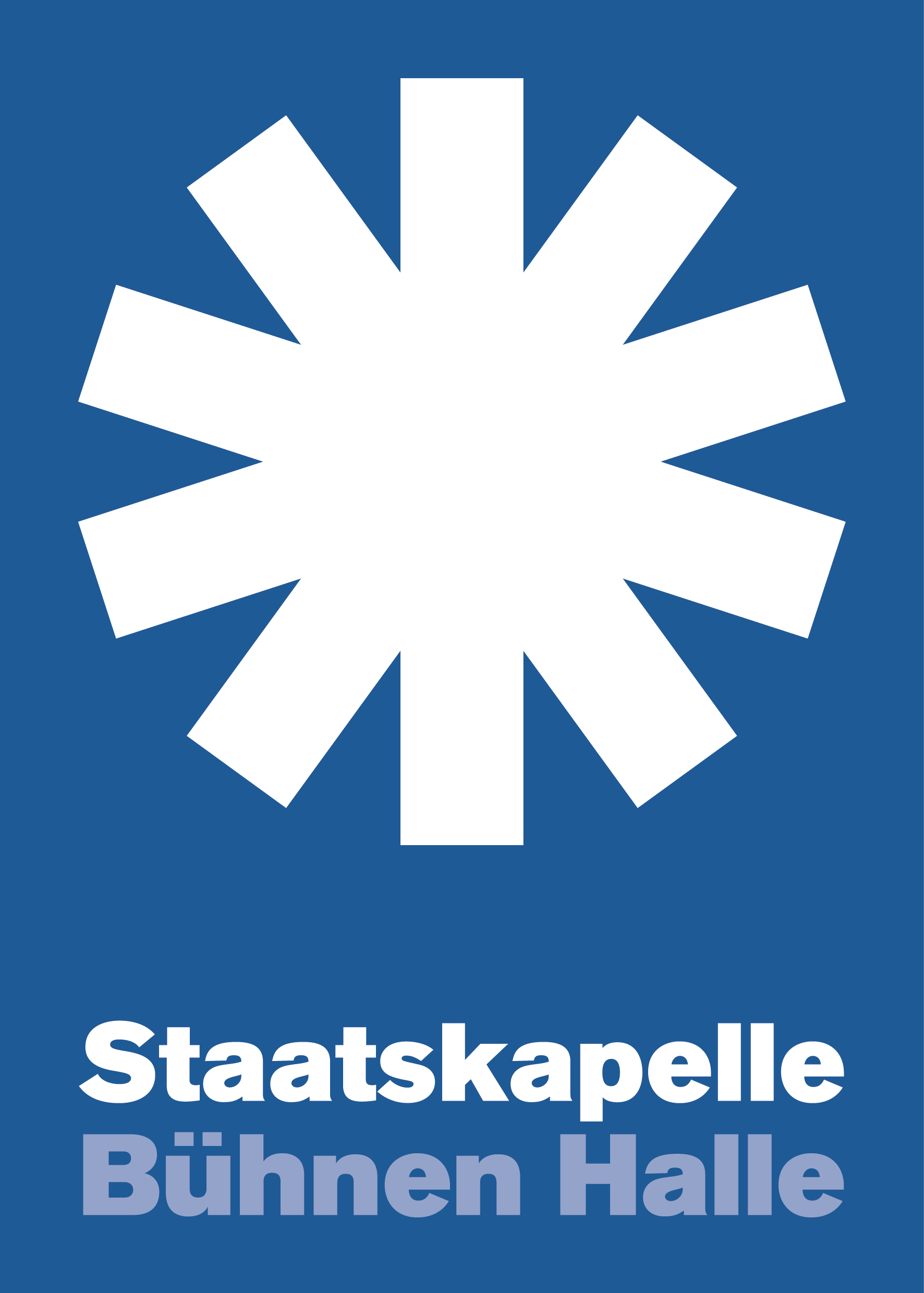

Die Staatskapelle Halle ist ein Sinfonieorchester und Orchester für Oper und Ballett in Halle (Saale). Der Klangkörper ging 2006 aus dem Philharmonischen Staatsorchester Halle und dem Orchester des Opernhauses Halle hervor. 

## Geschichte

### Stadt-, Hof- und Universitätsorchester
Seit der Gründung der Hofkapelle Herzogs August von Sachsen 1654 verlor die Tradition der Spielleute an Bedeutung. 1789 wurden die Hyntzsche Hautboisten-Compagnie und die Stadtmusikanten zusammengelegt. Johann Christoph Wansleben wurde Stadtmusikdirektor und wurde Vorsitzender der Combinierten Stadtmusikanten-Gesellschaft. 1700 wurde seitens des preußischen Königs ein Theaterverbot durchgesetzt. Seit 1779 wurden unter der Leitung von Daniel Gottlob Türk Konzertreihen ins Leben gerufen. Johann Christian Reil eröffnete 1809 das Solbad Wittekind. Von 1811 bis 1828 spielte die Weimarer Hofkapelle in der Schulkirche. 1833 wurde die Stadtmusik unter Georg Schmidt neu organisiert. Die Kapelle wurde vergrößert und in Stadtmusikcorps umbenannt. Es spielte sowohl Bergkonzerte als auch Opern. Aus dem Stadtmusikcorps wurde 1852 das aus 30 Musikern bestehende Hallische Stadtorchester. Wilhelm Halle gab es 1881 den Namen Stadt- und Theaterorchester.

### Theater- und Opernorchester
1897 wurde Max Richards Theaterleiter. Er gründete ein aus 17 Musikern bestehendes Stadttheater-Orchester. 1907 gründete er die Hallesche Orchester-Vereinigung. Die hallesche Musikszene erlebte unter Eduard Mörike eine Blütezeit und bedeutende Dirigenten wurden engagiert, wie Arthur Nikisch, Felix Mottl, Richard Strauss, Siegfried Wagner und Felix Weingartner. Die Orchestervereinigung wurde trotz der Erfolge 1910 wieder aufgelöst. 1925 wurde der Spielbetrieb durch Einladung anderer deutscher Orchester aufrechterhalten. 1934 wurde das Stadttheater-Orchester in Städtisches Orchester unter Bruno Vondenhoff, dem ersten Generalmusikdirektor umbenannt. Am 31. März 1945 wurde das Theater zerstört. 1948 wurde dann das Landestheater Sachsen-Anhalt gegründet. Der neue künstlerische Leiter Horst-Tanu Margraf war für die Händel-Pflege zuständig. Das Orchester erhielt 1957 den Namen Händel-Festspielorchester. Kurt Masur, Klaus Tennstedt und Olaf Koch hatten in den folgenden Jahren die Position des Kapellmeisters inne. Die Dirigenten Thomas Sanderling und Volker Rohde führten die Händel-Tradition fort. Bei den Konzerten waren u. a. Klaus Tennstedt, Heinz Bongartz, André Rieu senior, Kurt Masur, David und Igor Oistrach, Wilhelm Kempff, Emil Gilels, Gidon Kremer, Ruggiero Ricci und Wladimir Spiwakow zu Gast. 1972 wurde das Staatliche Unterhaltungsorchester vom Landestheater übernommen. Christian Kluttig war von 1979 bis 1990 Generalmusikdirektor. 1990 kam es zur Fusion des Händelfestspielorchesters mit dem Unterhaltungsorchester. Es folgten die Leiter Wolfgang Balzer, Johan M. Arnell und Roger Epple.

### Sinfonisches Orchester und Philharmonie

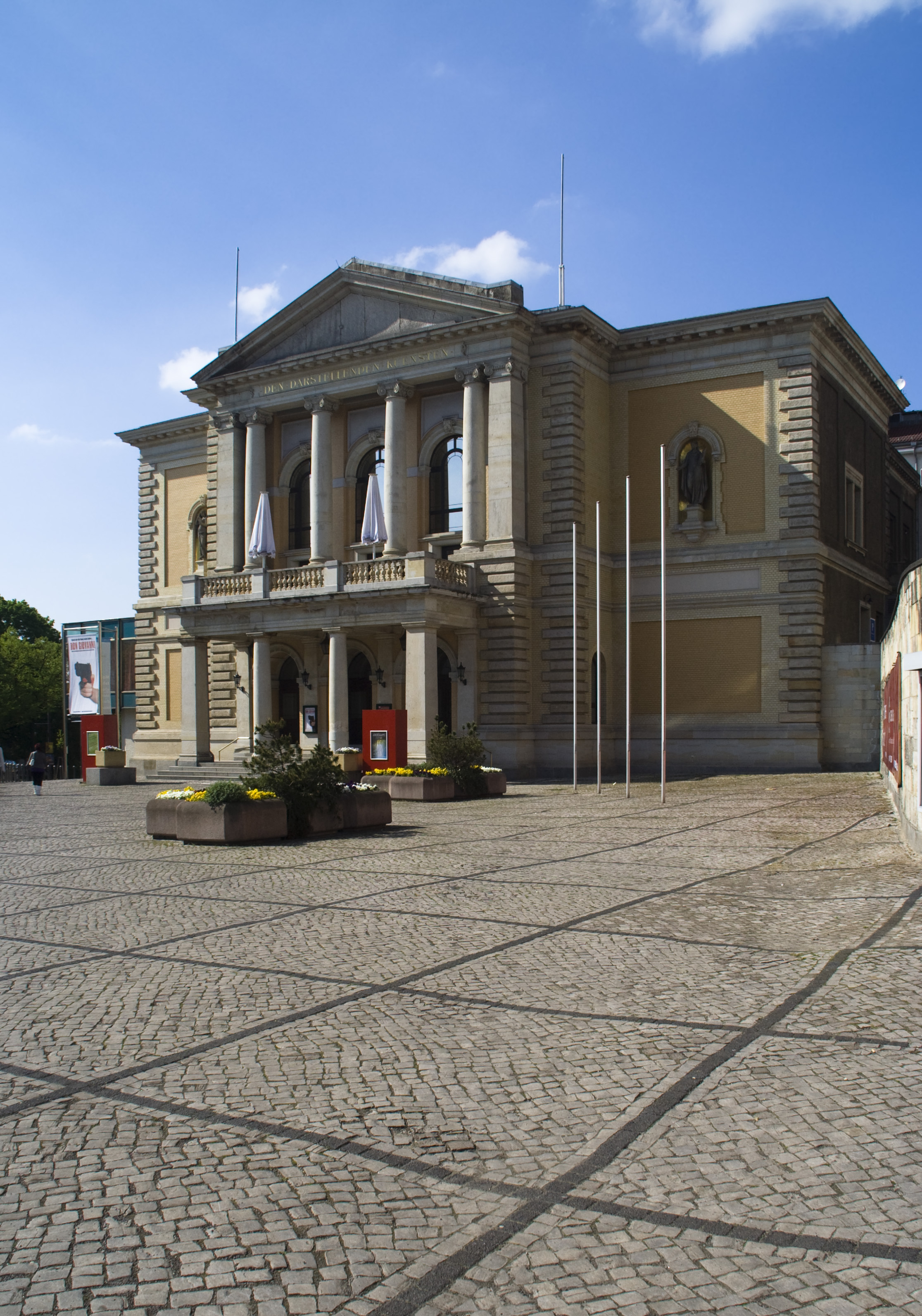
Opernhaus Halle (2009)

Im Jahr 1946 gründete Arthur Bohnhardt das Hallische Volkssinfonieorchester (später Sinfonieorchester). Er leitete es bis zum Zerwürfnis mit der damaligen Politik und seiner Auswanderung nach Westberlin 1949. Der ehemalige Musikdirektor des Landestheaters in Halle Walter Schartner übernahm seine Stelle. Am 19. September 1949 fand das Anrechtskonzert mit 52 Musikern statt. 1950 rückte der Kapellmeister Heinz Hofmann kommissarisch in das Amt, da sein Vorgänger an die Weimarer Musikhochschule wechselte. Wenig später wurde Werner Gößling Leiter des Orchesters. Es wurde nun auf 64 Musiker aufgestockt. 1954 wurde der Klangkörper in Staatliches Sinfonieorchester Halle umbenannt. Horst Förster leitete seit 1956 eine Phase der internationalen Anerkennung ein. Bei der 1000-Jahr-Feier der Stadt Halle 1961 hielt das Sinfonieorchester das Festkonzert. 1967 wurde Olaf Koch Chefdirigent. Nach der Wiedervereinigung übernahm das Land Sachsen-Anhalt die Hoheit über die Kulturpolitik. Heribert Beissel übernahm die künstlerische Leitung. Ihm folgten Bernhard Klee, Wolf-Dieter Hauschild und Heribert Esser.
Das Orchester geht auf Tournee und hält Gastspiele, u. a. im Salzburger Festspielhaus, in der Tonhalle Zürich, der Berliner Philharmonie und im Konzerthaus Berlin, in der Hamburger Musikhalle, der Kölner Philharmonie, in den Gasteig in München und ins Prinzregententheater. Außerdem führte es sie nach Italien, Frankreich, Belgien, Israel, Spanien und Japan.

### Staatskapelle Halle
Die Staatskapelle Halle wurde 2006 durch den Zusammenschluss des Philharmonischen Staatsorchesters mit dem Händelfestspielorchester (HFO), dem Orchester des Opernhauses, gegründet. Als Generalmusikdirektor amtierte von 2006 bis zu seinem vorzeitigen Abschied 2007 Klaus Weise, der bisherige Chefdirigent des Opernhaus-Orchesters. Das Betriebskonzept zur Gründung der Staatskapelle Halle verfasste zur Erhaltung der Planstellen, die von beiden Orchester einstimmig gewählte Vorsitzende des Halleschen Musikrat und Operndirektorin am Opernhaus Halle/Saale, Valerie Hennecke in Absprache mit der Orchesterleitung. Sie führte auch die Orchestertourneen durch. Die Grundlagen zur Finanzierung des Gründungskonzeptes konzipierte in Absprache Kim Ry Andersen, Verwaltungsdirektor des Opernhaus Halle/Saale.
Die Staatskapelle Halle spielt gleichermaßen im Konzertsaal wie im Opernhaus und setzt damit die bis ins 19. Jahrhundert zurückreichende Tradition beider Klangkörper fort. Bedeutende Dirigenten wie Horst-Tanu Margraf, Kurt Masur, Klaus Tennstedt, Olaf Koch, Horst Förster, Hartmut Haenchen, Heribert Beissel, Roger Epple, Bernhard Klee, Wolf-Dieter Hauschild und Johan M. Arnell von der Deutschen Oper Berlin, sind in ihre Chronik eingegangen. Von 2008 bis 2013 war Karl-Heinz Steffens Generalmusikdirektor.
Führende Solisten wie die Pianisten Elena Bashkirova, Daniel Barenboim und Martin Stadtfeld, die Geiger Alina Pogostkina und Guy Braunstein, der Cellist David Geringas, die Sopranistin Angela Denoke, der Bariton Roman Trekel und der Bassist Robert Holl sowie namhafte Gastdirigenten wie Wayne Marshall, Michael Sanderling und Oleg Caetani haben in der letzten Zeit mit der Staatskapelle konzertiert.
Das seit 1993 auf historischen Instrumenten musizierende Händelfestspielorchester Halle bildet einen Teil der Staatskapelle. Der Zusammenschluss von 319 Musikern wurde 1992 vom Opernhaus Halle konzipiert, um das Händelfestspielorchester mit 109 Musikern zu erhalten und den Musikern einen Zeitraum zu gewähren sich neu zu formatieren.
Die Zugehörigkeit der Musiker zu einem auf modernen Instrumenten spielenden Konzert- und Opernorchester stellt eine Einzigartigkeit in der deutschen Musikszene dar. Als Spezialensemble für Alte Musik setzt der Klangkörper, der seit 2007 von Bernhard Forck geleitet wird, die seit Jahrzehnten bestehende Tradition der Händel-Pflege in Halle fort. In der Spielzeit 2012/2013 wird das Händelfestspielorchester bei der Inszenierung des Intermezzos Dorina e Nibbio von Domenico Sarro und Lucia Ronchetti an der Semperoper Dresden mitwirken. Wegweisend war der Aufbau des Orchesters nach der Wende durch GMD Johann M. Arnell. Unter seiner Musikalischen Leitung, dem Verwaltungsdirektor Kim Ry Andersen und der Operndirektorin Valerie Hennecke, konnten mit „no budget“ die ersten vom Bund geförderten Kooperationen und Gastspiele durchgeführt werden. Die erste Kooperation mit dem Gewandhaus Leipzig und erstes Gastspiel des Händelfestspielorchesters in Leipzig – nach 7 Jahren DDR-Verbot – war der Wende 1992 die Uraufführung „ELIAS“ der Niederländischen Händelvereinigung mit Thomas Quasthoff, Miranda van Kralingen und 134 Choristen. Es folgen Einladungen in die Kölner Philharmonie, Philharmonie Berlin, Brühler Schlosskonzerten, Bad Kissinger Sommer. Seit 1992 führen Gastspielreisen die Staatskapelle Halle u. a. nach Florenz, Genua, Turin, Ravello, Seoul, Straßburg, Innsbruck, Salzburg, Linz, Köln, Berlin und zu den Schlosskonzerten Neuschwanstein, Weilburger Schlosskonzerten und Choriner Musiksommer. Eine besondere Ehre wurde der Staatskapelle durch die Gestaltung des Bundespräsidentenkonzertes im September 2012 in der Georg-Friedrich-Händel HALLE zuteil. In der Spielzeit 2012/2013 bildet die zyklische Aufführung der Tetralogie „Der Ring des Nibelungen“ von Richard Wagner im März 2013 in der Oper Halle unter der musikalischen Leitung von GMD Karl-Heinz Steffens den Höhepunkt der 2010 mit „Das Rheingold“ begonnenen Arbeit am Opus magnum in Koproduktion mit Ludwigshafen.
Jenseits der umfangreichen Konzerttätigkeit und des vielseitigen Opernspielplans engagiert sich die Staatskapelle mit einem breiten Angebot im Bereich Musikvermittlung für Familien und Schüler, unterstützt das Jugendsinfonieorchester Sachsen-Anhalt in seinen Arbeitsphasen, pflegt Neue und zeitgenössische Musik und kooperiert dabei mit dem ambitionierten Festival IMPULS.
Die Staatskapelle Halle zeichnet auch verantwortlich für die Interpretation einiger Soundtracks zu Videospielen, wie zum Beispiel der deutschen Anno-Reihe sowie dem Actionspiel Alan Wake des finnischen Entwicklers Remedy und des dafür engagierten Komponisten Petri Alanko.
2013 übernahm der katalanische Dirigent Josep Caballé i Domenech die Leitung der Staatskapelle und wirkte dort bis 2018 als Generalmusikdirektor. Nachfolgerin wurde im September 2019 die französische Dirigentin Ariane Matiakh. Nur rund fünf Monate nach ihrem Amtsantritt wurde der Vertrag als Generalmusikdirektorin auf ihren Wunsch zum 31. Januar 2020 wieder aufgehoben.
In der 2016 gegründeten Orchesterakademie der Staatskapelle Halle werden herausragende Nachwuchsmusikerinnen und -musiker auf ihrem Weg als angehende Orchestermusikerinnen und -musiker begleitet, wodurch eine wichtige Brücke zwischen Ausbildung und Berufseinstieg geschlagen wird.
Seit der Spielzeit 2022/2023 ist Fabrice Bollon Generalmusikdirektor und Chefdirigent der Staatskapelle Halle.
Im März 2024 erschien die Neueinspielung der Ballettmusik »Josephs Legende« von Richard Strauss als erste gemeinsame CD-Produktion der Staatskapelle und Fabrice Bollon mit dem internationalen Label »Naxos«.

## Stellenabbau
Im Jahr 1992 hatte das fusionierte Orchester 319 Planstellen. Ende 2014 führte das Musikinformationszentrum des Deutschen Musikrates die Staatskapelle Halle noch mit 121 Planstellen auf. Nach dem neuen Fünfjahresvertrag zwischen Stadt und Land sollen davon mindestens 99 erhalten bleiben.

## Ensembles

### Robert-Franz-Singakademie Halle
Die zweitälteste Singakademie Deutschlands ist mit der Staatskapelle Halle traditionell eng verbunden. Im Jahr 1953 fusionierte der Chor bis 1990 mit dem Staatlichen Sinfonieorchester Halle. Auch heute kooperiert die Singakademie mit der Staatskapelle für die Aufführung chorsinfonischer Werke.

### Stadtsingechor zu Halle
Der fast 900 Jahre alte Stadtsingechor wirkt regelmäßig an den Händel-Festspielen mit.

### Collegium Instrumentale Halle
Die Gründung des collegiums instrumentale geht auf das Jahr 1959 zurück. Es trat bei den Händel-Festspielen auf und erhielt 1964 den Händel-Preis. Besondere Förderung genoss das Ensemble zwischen 1972 und 1989 unter dem Konzertmeister Manfred Otte. Mehrere Gastauftritte in Deutschland, in der Schweiz und in Spanien zeichnen das Orchester aus.
Seit 1991 leitet Arkadi Marasch das collegium instrumentale.

### Händelfestspielorchester
Integriert in die Staatskapelle Halle ist das Händelfestspielorchester Halle. Dieses Spezialensemble für Alte Musik hat sich der Barockpflege in der Geburtsstadt Georg Friedrich Händels (1685–1759) verschrieben und sorgt jährlich für die musikalische Gestaltung der Händel-Festspiele Halle. Dabei wird seit 1993 auf historischen Instrumenten gespielt. Renommee erlangte das Orchester unter der Leitung des britischen Dirigenten Howard Arman (* 1954). Das Festspielorchester inszeniert die jährlich stattfindenden Händel-Opern mit und spielt das Eröffnungskonzert der Händel-Festspiele. Außerhalb der Festspielzeit hat es in Halle Auftritte im Rahmen eines Konzert-Abonnements und einer Kammermusikreihe.
Gastauftritte des Ensembles waren u. a. in Perelada (Spanien), Innsbruck, Karlsruhe, Köln, Berlin und Leipzig. Zukünftig wird Südkorea, Belgien und Südtirol/Italien bereist. Das Orchester arbeitet mit Nicholas McGegan, Paul McCreesh, Paul Goodwin, Marcus Creed, Michael Schneider und Fabio Biondi zusammen. Dabei entstanden mehrere CD- und DVD-Aufnahmen.
Seit der englische Dirigent Howard Arman den Grundstein für das rasch wachsende Renommee des Ensembles gelegt hat, arbeitet das Händelfestspielorchester Halle immer wieder mit international ausgewiesenen Spezialisten wie Paul McCreesh, Paul Goodwin, Marcus Creed, Michael Schneider, Fabio Biondi, Andreas Spering, Wolfgang Katschner, Sergio Azzolini, Petra Müllejans, Mayumi Hirasaki und Enrico Onofri zusammen. Anton Steck und Bernhard Forck (* 1963) haben das Ensemble als Künstlerische Leiter über viele Jahre nachhaltig geprägt. 2021 hat Attilio Cremonesi dieses Amt auf Wunsch des Orchesters übernommen. 

## Generalmusikdirektoren Staatskapelle Halle
- 2006–2007: Klaus Weise
- 2008–2013: Karl-Heinz Steffens
- 2013–2018: Josep Caballé i Domenech
- 2019–2020: Ariane Matiakh
- Seit 2022 Fabrice Bollon